# Chumash insulaire
Le chumash insulaire (parfois isleño ou cruzeño) est une langue amérindienne de la famille des langues chumash parlée aux États-Unis, sur plusieurs  des îles des Channel Islands de Californie. La langue est éteinte.

## Répartition géographique
La langue était parlée à l’origine sur les îles de Santa Cruz, San Miguel et Santa Rosa. Chacune des populations résidant sur ces îles avait son propre dialecte, le cruzeño, était par exemple parlé sur Santa Cruz. Vers 1830, les habitants des îles ont été déplacés vers les missions chumash du continent. 
Le nom de Chumash, « čʰumaš » en ventureño, créé par les Anthropologues pour désigner la famille de langues des habitants des îles. 